# São José do Barreiro
São José do Barreiro è un comune del Brasile nello Stato di San Paolo, parte della mesoregione della Vale do Paraíba Paulista e della microregione di Bananal.